# Dimensión topológica
La dimensión topológica de un conjunto del espacio topológico es el mínimo valor de n para el que toda cubierta abierta admite una cubierta abierta más fina de orden no superior a n+1. Si no existe valor mínimo de n, entonces se dice que el conjunto es de dimensión infinita. El orden de una cubierta es el máximo número de subconjuntos de la cubierta al que pertenece cualquier punto del conjunto.
Una cubierta más fina es aquella en la que cada subconjunto está incluido en algún subconjunto de otra cubierta, menos fina en este caso.